# توچرز
توچرز (به لاتین: Tuchoraz) یک سکونتگاه مسکونی در جمهوری چک است که در Kolín District واقع شده‌است.